# Ротелло
Ротелло (итал. Rotello) —  коммуна в Италии, располагается в регионе Молизе, в провинции Кампобассо.
Население составляет 1308 человек (2008 г.), плотность населения составляет 19 чел./км². Занимает площадь 69 км². Почтовый индекс — 86040. Телефонный код — 0874.
Покровителем коммуны почитается святой Донат из Ареццо, празднование 7 августа. 

## Демография
Динамика населения:

## Администрация коммуны
- Официальный сайт: